# イトキンポウゲ
イトキンポウゲ（糸金鳳花、学名: Ranunculus reptans）は、キンポウゲ科キンポウゲ属の多年草。水際に生え、茎は地面を這い、やや弓なりに曲がって地について発根する。

## 特徴
根はわずかに肥厚し、粗いひげ状になって束生し、節から白いひげ根を出す。茎は緑色で、長さ4-30 cm、径0.1cmになり、やや弓なりに曲がって節で地面につきながら長く地上を這い、まばらに数回分枝する。茎は無毛または白色の伏した毛が生え、節からは茎葉も出る。根出葉は緑色で、線形から線状さじ形、上部のものはしばしば狭いへら状になり、長さ3-10cm、幅0.1-0.2cm、全縁で、基部はやや広がって短い鞘状になって茎を抱く。茎につく葉は根出葉とほぼ同じ。
花期は7-9月。花は光沢のある黄色で、径6-5-8mm、茎先または葉腋に1個つくか数個が集散状につく。花柄は長さ2-6cmで斜上し、緑色でまばらに伏毛が生える。萼片は5個あり、黄色で中肋は緑色、広卵形で長さ3 mm、幅2 mm、舟形で、背面にまばらに伏毛がある。花弁は5個、ときに4-9個あり、倒卵状楕円形で、長さ3.5-4mm、幅2-3 mm、蜜腺は径0.5 mmでコップ状になり、付属体はない。雄蕊は黄色で多数あり、葯は長さ0.5 mmになる楕円形で、花糸は扁平に広がる。雌蕊も多数ある。果実は球形の集合果で、径4mmになり、果托に毛は生えない。痩果は倒卵状円形で、長さ1 mm、ごく小さな突起があり、嘴は長さ0.3 mmで、先端は鉤状に強く曲がる。染色体数は2n = 32。

## 分布と生育環境
日本では、北海道の東部・西南部、本州の福島県・栃木県・群馬県（尾瀬、奥日光、野反湖）に分布し、湿地、山中の湖畔の砂地、池や沼のほとりなどに生育する。世界では、千島列島、樺太のほか、 種としては北半球の亜寒帯全域に広く分布する。
分布地によって形体がごく少しちがうことがあり、尾瀬産のものは葉が細く短く、奥日光産のものは葉が細く長く、千島列島産のものは葉の幅が少し広く長いという。

## 名前の由来
和名イトキンポウゲは、「糸金鳳花」の意。「糸」は、葉や茎のようすを表す。漢名は「zh:松葉毛茛」。
種小名（種形容語）reptans は「匍匐性の」「這って根を出した」の意味。

## 種の保全状況評価
準絶滅危惧（NT）（環境省レッドリスト）
（2020年、環境省）、2000年RDBまでは絶滅危惧IB類(EN)

都道府県のレッドデータ、レッドリストの選定状況は次の通り。北海道-準絶滅危惧(Nt)、福島県-絶滅危惧II類(VU)、栃木県-絶滅危惧II類(Bランク)、群馬県-絶滅危惧II類(VU)、新潟県-絶滅危惧I類(EN)

## ギャラリー

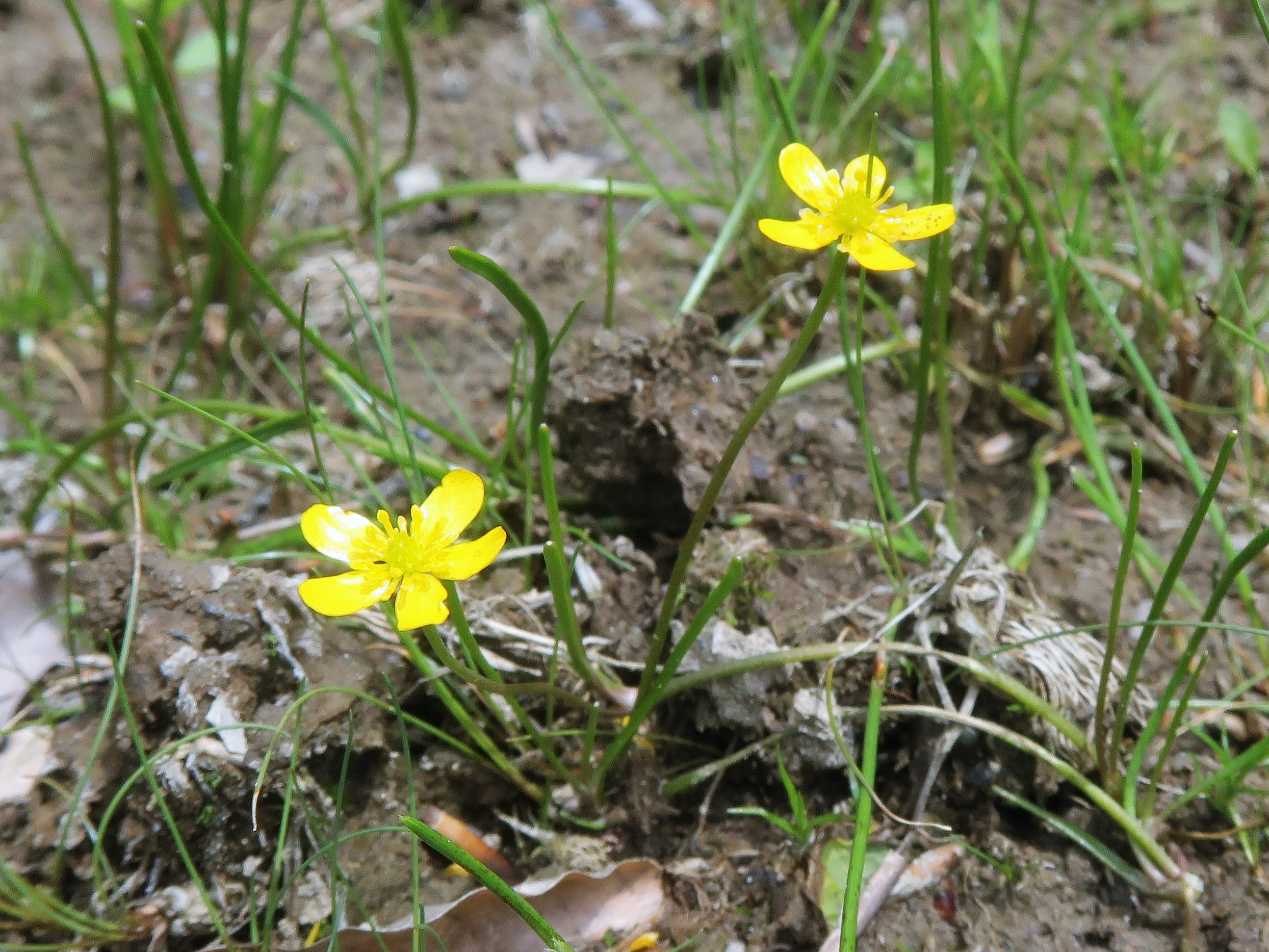
花は光沢のある黄色で、茎先または葉腋に1個つくか数個が集散状につく。花弁は5個あり、倒卵状楕円形。雄蕊も黄色で多数あり、花糸は扁平に広がる。雌蕊も多数ある。
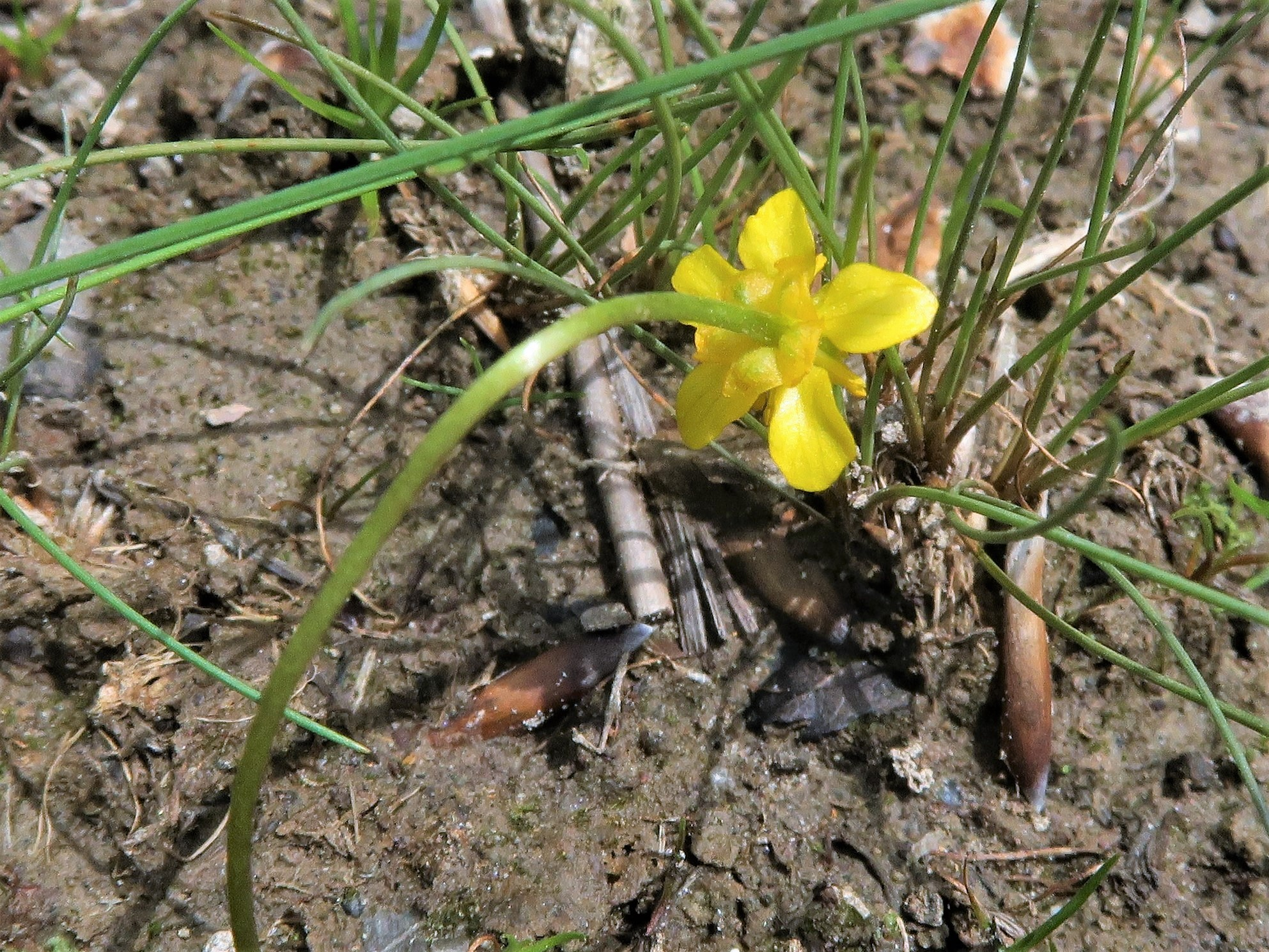
萼片は5個あり、黄色で中肋は緑色、広卵形で長さ3 mm、幅2 mm、舟形で、背面にまばらに伏毛がある。
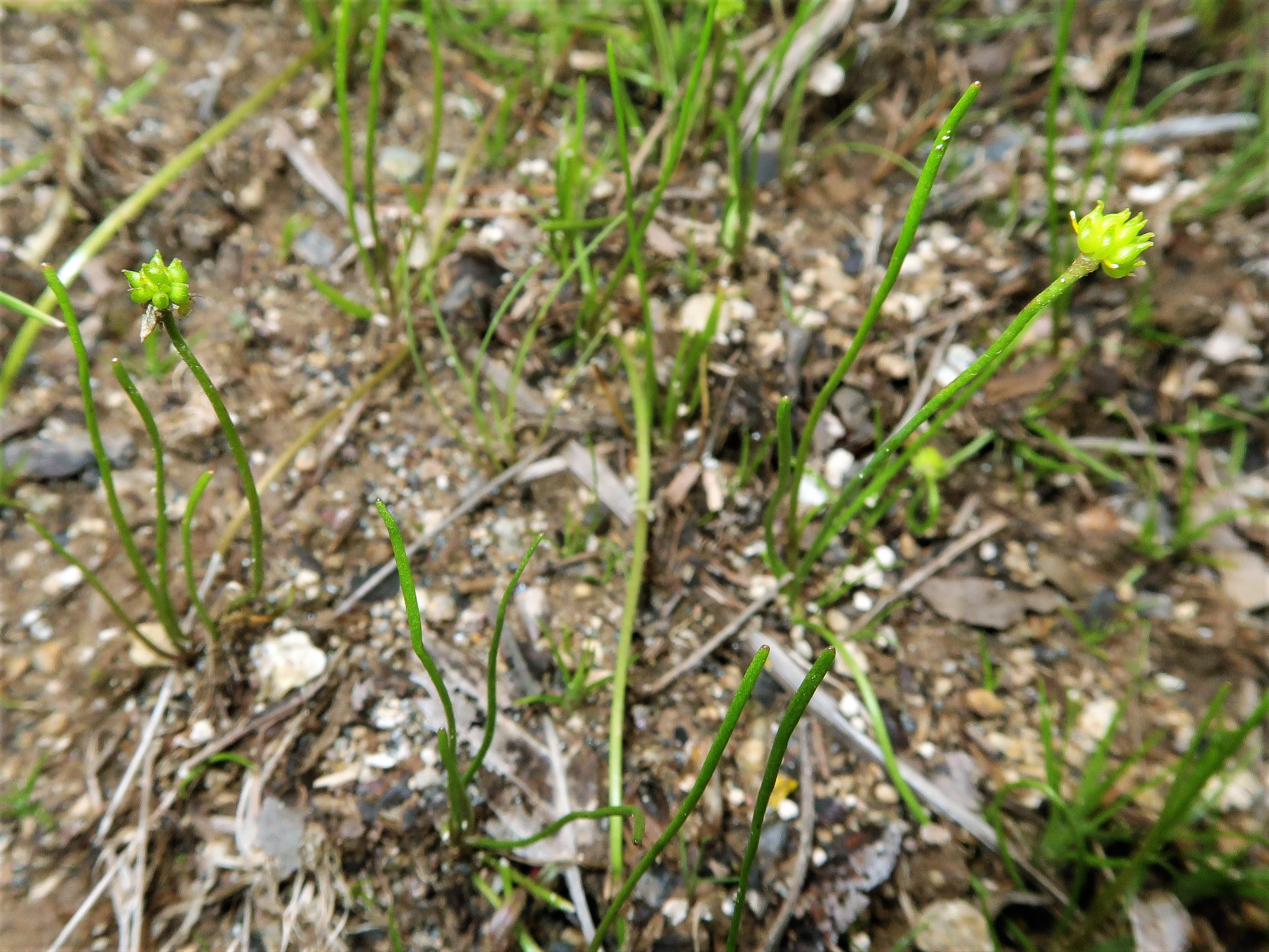
果実は球形の集合果で、果托に毛は生えない。痩果は倒卵状円形で、ごく小さな突起があり、嘴の先端は鉤状に強く曲がる。
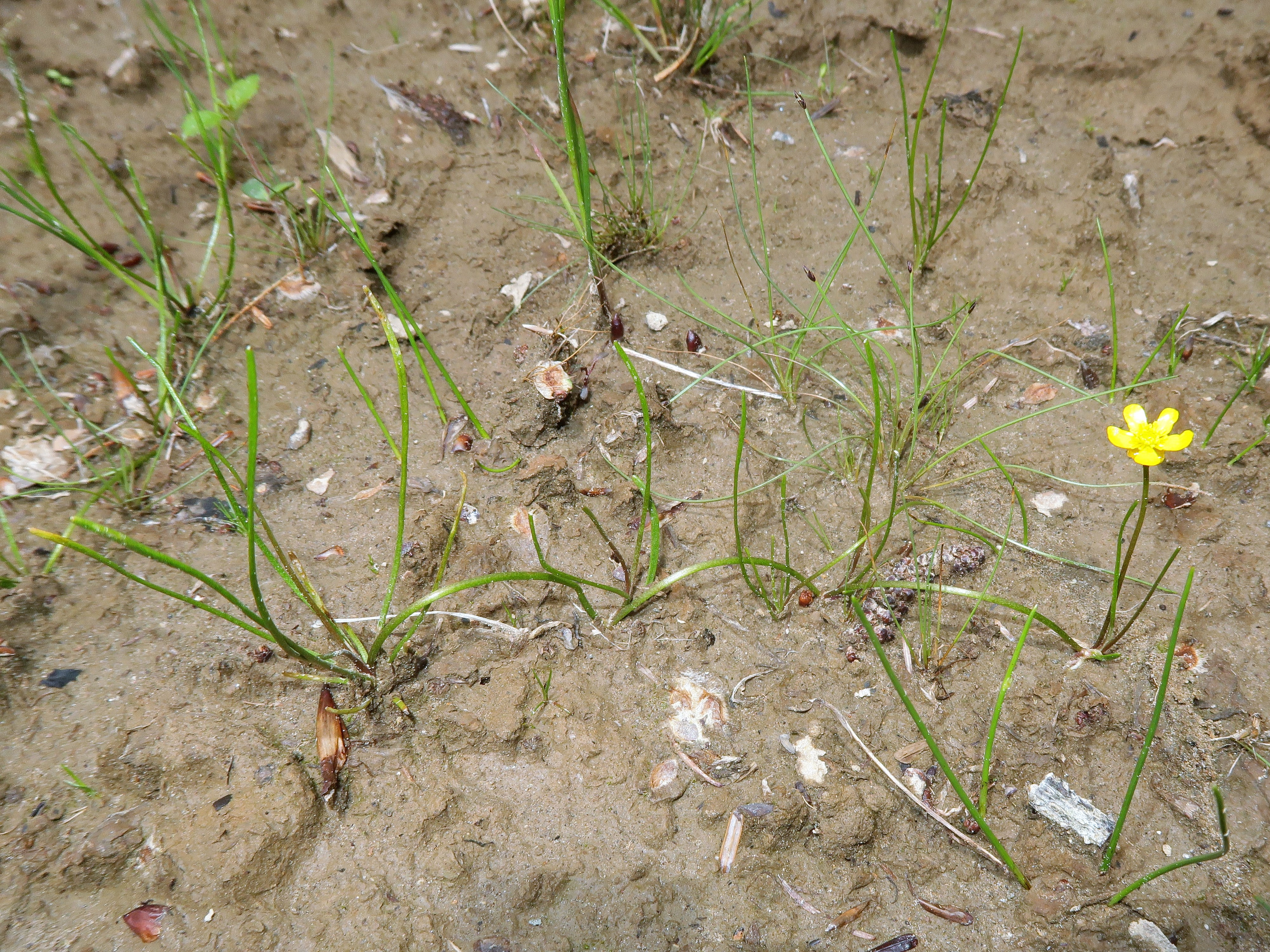
茎は緑色で、長さ4-30 cm、径0.1cmになり、やや弓なりに曲がって節で地面につきながら長く地上を這い、まばらに数回分枝する。茎は無毛または白色の伏した毛が生え、節からは茎葉と根が出る。